# West Leipsic
West Leipsic – wieś w Stanach Zjednoczonych, w stanie Ohio, w hrabstwie Putnam.